# Diocesi di Jowai
La diocesi di Jowai (in latino Dioecesis Iovaiensis) è una sede della Chiesa cattolica in India suffraganea dell'arcidiocesi di Shillong. Nel 2021 contava 111.930 battezzati su 437.380 abitanti. È retta dal vescovo Ferdinand Dkhar.

## Territorio
La diocesi comprende i distretti dei Monti Jaintia Occidentali e dei Monti Jaintia Orientali nello stato di Meghalaya, nel nord-est dell'India.
Sede vescovile è la città di Jowai, dove si trova la cattedrale di Santa Teresa del Bambin Gesù.
Il territorio si estende su 3.819 km² ed è suddiviso in 18 parrocchie.

## Storia
La diocesi di Jowai è stata eretta il 28 gennaio 2006 con la bolla Vigili cum cura di papa Benedetto XVI, ricavandone il territorio dall'arcidiocesi di Shillong.

## Cronotassi dei vescovi
Si omettono i periodi di sede vacante non superiori ai 2 anni o non storicamente accertati.
- Vincent Kympat † (28 gennaio 2006 - 30 luglio 2011 deceduto)
  - Sede vacante (2011-2016)[1]
- Victor Lyngdoh (15 ottobre 2016 - 28 dicembre 2020 nominato arcivescovo di Shillong)
  - Sede vacante (2020-2023)
- Ferdinand Dkhar, dall'8 luglio 2023[2]

## Statistiche
La diocesi nel 2021 su una popolazione di 437.380 persone contava 111.930 battezzati, corrispondenti al 25,6% del totale.
| anno | popolazione | popolazione | popolazione | presbiteri | presbiteri | presbiteri | presbiteri                | diaconi | religiosi | religiosi | parrocchie |
| anno | battezzati  | totale      | %           | numero     | secolari   | regolari   | battezzati per presbitero | diaconi | uomini    | donne     | parrocchie |
| ---- | ----------- | ----------- | ----------- | ---------- | ---------- | ---------- | ------------------------- | ------- | --------- | --------- | ---------- |
| 2006 | 59.095      | 293.229     | 20,2        | 17         | 9          | 8          | 3.476                     |         | 13        | 40        | 7          |
| 2012 | 81.242      | 406.227     | 20,0        | 33         | 14         | 19         | 2.461                     |         | 33        | 40        | 12         |
| 2013 | 81.190      | 393.082     | 20,7        | 30         | 13         | 17         | 2.706                     |         | 34        | 40        | 12         |
| 2016 | 96.204      | 435.935     | 22,1        | 36         | 17         | 19         | 2.672                     |         | 43        | 40        | 13         |
| 2019 | 106.027     | 454.345     | 23,3        | 50         | 19         | 31         | 2.120                     |         | 53        | 40        | 17         |
| 2021 | 111.930     | 437.380     | 25,6        | 48         | 18         | 30         | 2.331                     |         | 50        | 117       | 18         |